# Emma Beckwith
Emma Beckwith ( Cincinnati,Ohio,4 de diciembre de 1849 - 25 de noviembre de 1919) fue una sufragista, contadora, óptica e inventora estadounidense. La primera mujer de negocios en el barrio de Maiden Lane, Manhattan, en la primavera de 1878. En 1886 o 1889, fue candidata del Partido de Igualdad de Derechos a la alcaldía de Brooklyn.

## Biografía
Emma Beckwith fue educada bajo las religiones de librepensamiento ( espiritista y unitario) en Toledo, Ohio.Recibió una completa educación en la escuela común y se graduó a la edad de diecisiete años en la escuela secundaria de Toledo, Ohio. Su ambición era ganar dinero suficiente para cultivar sus ambiciones musicales y la única vía abierta era la de ser dependienta de una tienda, pero la oposición de compañeros y amigos la disuadieron de intentarlo.En aquella época, no se consideraba respetable que una joven se parara detrás de un mostrador y midiera productos textiles y cintas para clientes femeninos y posiblemente masculinos.El 30 de enero de 1868 se casó con Edwin Beckwith. Después de residir en Pleasantville, Iowa,  tuvo amplia oportunidad de observar la necesidad de más libertad para las mujeres y se mudaron a Brooklyn, Nueva York.Fue allí donde comenzó a poner en práctica sus conocimientos de contabilidad, obteniendo el permiso del propietario de un edificio en Nassau Street, Manhattan, prometiendo no desmoralizar a los hombres empleados en las distintas oficinas del edificio.Comenzó a trabajar en abril de 1879. Sintiéndose segura de que otras mujeres pronto seguirían sus pasos, comprendió plenamente que por sus actos serían juzgadas. Fue contadora pionera en esa parte de la ciudad y se ganó una reputación de modestia y rectitud que ayudó a muchas otras mujeres a alcanzar una posición similar. Su formación empresarial de cinco años de duración le permitió comprender muchas cuestiones que no son generales entre las mujeres. Después de dejar la vida empresarial, centró su atención en familiarizar a otros con el conocimiento así adquirido e instó a las mujeres votantes a ser autosuficientes. Pensaba que trabajando en esa dirección, la cuestión del matrimonio eventualmente se resolvería. Por esa época, conoció a Belva Ann Lockwood y, disgustada por la gran cantidad de conversaciones y tan poco trabajo práctico entre los defensores del sufragio femenino, sintió que Lockwood había dado con la nota clave de la situación cuando se convirtió en candidata a la presidencia de los Estados Unidos. Cuando se dio cuenta de la seriedad del propósito de Lockwood, la ambición de Beckwith se despertó hasta el punto de emularla, de ahí que se convirtiera en candidata a la alcaldía de Brooklyn, como representante del Partido de Igualdad de Derechos para ese cargo. El resultado atestiguó la exactitud de su creencia. La campaña de diez días de duración con sólo dos reuniones públicas dio como resultado que ella recibiera cincuenta votos contados regularmente y muchos más descartados entre los dispersos, antes de que el New-York Tribune exigiera su voto. Recopiló muchos incidentes relacionados con esa novedosa campaña en una conferencia sobre el tema. Creía que las mujeres deberían participar activamente tanto en el ámbito político como en el religioso y social. Creyendo en el individualismo, fue una firme defensora de la causa de los oprimidos de todas las clases. Entró en el campo de las conferencias habituales y fue una oradora capaz y entretenida. 

### Afiliaciones
Emma Beckwith estuvo involucrada en varias organizaciones. Fue presidenta de la Sociedad Espiritualista de Brooklyn durante cinco años.Ocupó el cargo de secretaria de la Woman Suffrage Society, en Toledo, Ohio. para favorecer el sufragio femenino.Fue la séptima miembro de la Sociedad de Estudios Políticos y, después de más de dos décadas, pasó a ser miembro honoraria.Fue miembro de Hijas de Ohio en Nueva York y fue la cuarta presidenta de la organización. Asimismo, formó parte activa del Círculo de Paz con Clara Barton, Belva Lockwood, Alfred Love y otros. También fue la primera presidenta del Rainy Day Club, miembro del Club Nacional de las Artes y del Club de los Cien Años; y vicepresidente de la Shakespeare League, un club de estudio organizado con el objetivo de determinar la autoría entre Bacon y Shakespeare. 
Emma Beckwith murió el 25 de noviembre de 1919. 

### Atribución
- Este artículo incorpora texto de esta fuente, que es de dominio público: American Commonwealth Company (1914). Woman's Who's who of America: A Biographical Dictionary of Contemporary Women of the United States and Canada (Public domain edición). American Commonwealth Company. ISBN 978-0-8103-4018-3.
- Este artículo incorpora texto de esta fuente, que es de dominio público: Leonard, John William (1914). Woman's Who's who of America: A Biographical Dictionary of Contemporary Women of the United States and Canada, 1914-1915 (Public domain edición). American Commonwealth Company. p. 89.
- Este artículo incorpora texto de esta fuente, que es de dominio público: Willard, Frances Elizabeth; Livermore, Mary Ashton Rice (1893). A Woman of the Century: Fourteen Hundred-seventy Biographical Sketches Accompanied by Portraits of Leading American Women in All Walks of Life (Public domain edición). Moulton. p. 750.